# Oliver H. Smith

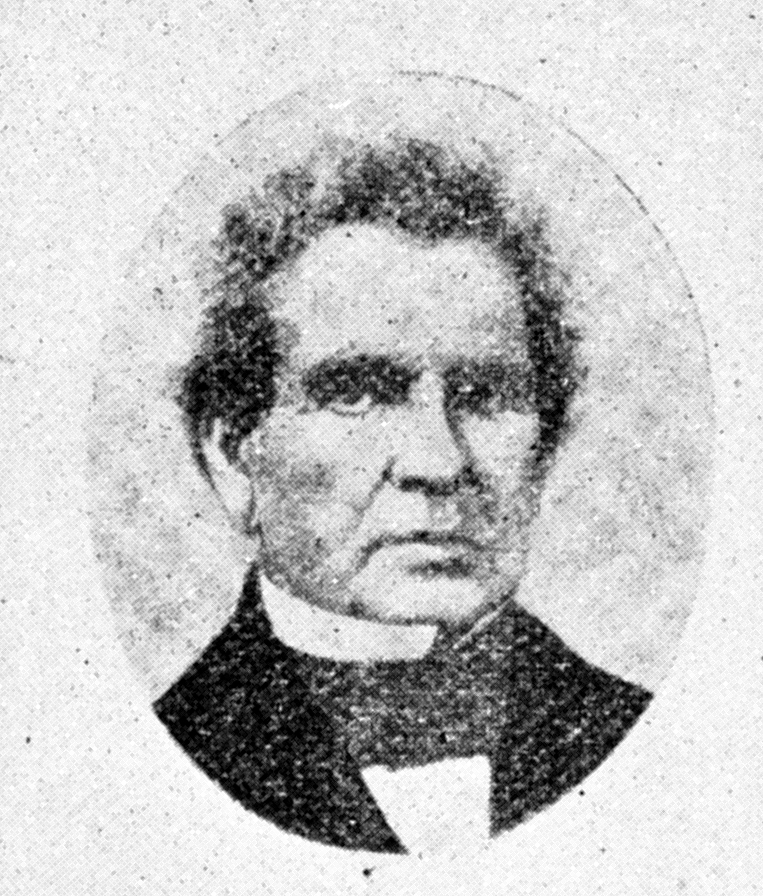
Oliver H. Smith

Oliver Hampton Smith (* 23. Oktober 1794 bei Trenton, New Jersey; † 19. März 1859 in Indianapolis, Indiana) war ein US-amerikanischer Politiker der Whig Party. Er vertrat den Bundesstaat Indiana in beiden Kammern des Kongresses.
Oliver Smith kam auf Smith’s Island zur Welt, einer kleinen Insel im Delaware River nahe New Jerseys Hauptstadt Trenton. Er besuchte zunächst die öffentlichen Schulen und ging dann in den Westen. 1818 ließ er sich in Lawrenceburg (Indiana) nieder, studierte dort die Rechtswissenschaften und wurde 1820 in die Anwaltskammer aufgenommen, woraufhin er in Connersville als Jurist zu praktizieren begann. Von 1822 bis 1824 hatte er als Abgeordneter im Repräsentantenhaus von Indiana sein erstes politisches Mandat inne; danach war er bis 1825 Staatsanwalt im dritten juristischen Bezirk des Staates.
Am 4. März 1827 zog Smith nach erfolgreicher Wahl als unabhängiger Kandidat ins Repräsentantenhaus der Vereinigten Staaten ein, wo er bis zum 3. März 1829 den dritten Wahlbezirk von Indiana vertrat. Die Wiederwahl gelang ihm nicht. Er kehrte am 4. März 1837 in den Kongress zurück, nachdem er – inzwischen den Whigs beigetreten – zum US-Senator gewählt worden war. Im Senat absolvierte er eine Amtsperiode bis zum 3. März 1843; während dieser Zeit fungierte er unter anderem als Vorsitzender des Committee on Engrossed Bills. Auch diesmal bewarb er sich erfolglos um die Wiederwahl.
In der Folge war Smith als Anwalt in Indianapolis tätig. 1845 wurde ihm die Kandidatur als Gouverneur von Indiana angetragen, doch er lehnte ab. Stattdessen betätigte er sich bis zu seinem Tod im Jahr 1859 im Eisenbahngeschäft, unter anderem bei der Indianapolis, Pittsburgh and Cleveland Railroad.